# Frank Fontaine
Frank Fontaine (* 19. April 1920 in Cambridge, Massachusetts; † 4. August 1978 in Spokane, Washington) war ein US-amerikanischer Komiker und Sänger. Seine erfolgreichste Rolle war in der ersten Hälfte der 1960er Jahre die des Crazy Guggenheim in Jackie Gleasons Fernsehsendungen. Mit einem Album mit Songs aus der Jackie Gleason Show kam er 1963 auf Platz 1 der US-Albumcharts.

## Biografie
Frank Fontaine wuchs in einer Zirkusfamilie auf, sein Vater war Kraftmensch und seine Mutter Trapezkünstlerin. Mit knapp 20 Jahren kam er zum Fernsehen, wo er komische Rollen spielte. Über die Jahre trat er in vielen großen Shows auf, z. B. bei Sängern wie Frank Sinatra, Dean Martin, Frankie Laine und Steve Lawrence und Entertainern wie Ed Wynn, Johnny Carson, Jack Paar oder Merv Griffin. Mitte der 1950er Jahre hatte er mit Frank Fontaine’s Showtime eine eigene Show. Auch in Filmen wie Hochzeitsparade, Nancy geht nach Rio, Stella, Starr vor Angst und in der Westernserie Am Fuß der blauen Berge hatte er Auftritte.
Seine Paraderolle war die des lallenden Trunkenbolds. In der Comedyserie von Jackie Gleason (Jackie Gleason and His American Scene Magazine, 1962–1966) und anschließend in Gleasons TV-Show wurde er zum „Crazy Guggenheim“, der sich mit dem Showmaster in der Rolle von Joe, dem Bartender, unterhielt. Den Showsketch beendete er häufig mit einem Lied.
1963 veröffentlichte er eine Sammlung dieser Lieder unter dem Titel Songs I Sing on the Jackie Gleason Show auf Schallplatte. Das Album verkaufte sich über eine halbe Million Mal und erreichte Platz 1 der Charts. Ein ganzes Jahr blieb es in der Hitliste. Mit Sings Like Crazy und How Sweet It Is folgten jeweils im Abstand von einem halben Jahr zwei weitere Alben, die es ebenfalls noch in die Charts schafften, aber nicht an den Erfolg des ersten Albums herankamen.
Bis in die 70er Jahre hinein trat er in Film und Fernsehen auf. 1978 starb er im Alter von 58 Jahren nach einem Herzinfarkt.

## Diskografie
Alben
- Songs I Sing on the Jackie Gleason Show (1963)
- Sings Like Crazy (1963)
- How Sweet It Is (1964)